# اندیس پشته
پشته یک اندیس غیرفلزی است که در حوالی شهر محله استان سمنان قرار دارد و مادهٔ معدنی موجود در آن، باریت است.  